# ربکا برانسون
ربکا برانسون (انگلیسی: Rebekkah Brunson؛ زادهٔ ۱۱ دسامبر ۱۹۸۱) بازیکن بسکتبال اهل ایالات متحده آمریکا است.
وی در مسابقات کشوری و بین‌المللی در مجموع برندهٔ ۱ مدال نقره شده‌است.